# Thwaitesia algerica
Thwaitesia algerica là một loài nhện trong họ Theridiidae. Chúng được Eugène Simon miêu tả năm 1895.